# Thế vận hội Mùa hè 1936
Thế vận hội Mùa hè 1936 (tiếng Đức: Olympische Sommerspiele 1936), chính thức là Thế vận hội Mùa hè lần thứ XI (tiếng Đức: Spiele der XI. Olympiade) và được quảng bá với tên gọi chính thức Berlin 1936, là một sự kiện thể thao quốc tế đa môn được tổ chức từ ngày 1 đến 16 tháng 8 năm 1936 tại Berlin – khi đó là thủ đô của Đức Quốc xã. Berlin đã giành quyền đăng cai Thế vận hội vượt qua thành phố Barcelona tại cuộc họp thứ 29 của Ủy ban Olympic Quốc tế vào ngày 26 tháng 4 năm 1931. Thế vận hội 1936 đánh dấu lần thứ hai (và cũng là lần gần nhất) IOC tiến hành bỏ phiếu chọn thành phố đăng cai ngay tại chính thành phố đó. Các quy định sau này đã cấm điều này.
Để vượt qua tầm vóc của Thế vận hội Los Angeles 1932, Thủ tướng Adolf Hitler đã cho xây dựng một sân vận động điền kinh mới có sức chứa 100.000 chỗ ngồi, cùng với sáu phòng tập thể dục và nhiều nhà thi đấu nhỏ khác. Đây là Thế vận hội đầu tiên được truyền hình trực tiếp, và các chương trình phát thanh được phát đến 41 quốc gia. Đạo diễn Leni Riefenstahl được Ủy ban Olympic Đức giao nhiệm vụ quay phim sự kiện với ngân sách 7 triệu đô la. Bộ phim của bà, có tên Olympia, đã tiên phong cho nhiều kỹ thuật quay phim thể thao hiện nay.
Jesse Owens đến từ Hoa Kỳ là vận động viên thành công nhất tại Berlin với 4 huy chương vàng ở các nội dung chạy nước rút và nhảy xa. Trong khi đó, Đức là quốc gia giành được nhiều huy chương nhất với tổng cộng 101 huy chương (trong đó có 38 vàng); Hoa Kỳ xếp thứ hai với 57 huy chương. Đây cũng là kỳ Thế vận hội cuối cùng dưới nhiệm kỳ chủ tịch của Henri de Baillet-Latour. Trong 12 năm sau đó, không có kỳ Thế vận hội nào được tổ chức do ảnh hưởng nặng nề từ Chiến tranh thế giới thứ hai. Thế vận hội tiếp theo được tổ chức vào năm 1948 (Thế vận hội mùa đông tại St. Moritz, Thụy Sĩ và mùa hè tại Luân Đôn, Anh).

## Lựa chọn thành phố chủ nhà
| Thành phố      | Quốc gia    | Vòng 1 |
| Berlin         | Đức         | 43     |
| Barcelona      | Tây Ban Nha | 16     |
| Phiếu trắng    |             | 8      |
| Rút lui        |             |        |
| Alexandria     | Ai Cập      | 0      |
| Budapest       | Hungary     | 0      |
| Buenos Aires   | Argentina   | 0      |
| Cologne        | Đức         | 0      |
| Dublin         | Ireland     | 0      |
| Frankfurt      | Đức         | 0      |
| Helsinki       | Phần Lan    | 0      |
| Lausanne       | Thụy Sĩ     | 0      |
| Montevideo     | Uruguay     | 0      |
| Nuremberg      | Đức         | 0      |
| Rio de Janeiro | Brasil      | 0      |
| Rome           | Ý           | 0      |

Tại Phiên họp thứ 28 của Ủy ban Olympic Quốc tế (IOC) vào tháng 5 năm 1930 tại Berlin, 14 thành phố đã bày tỏ mong muốn đăng cai Thế vận hội Mùa hè 1936. Tuy nhiên, đến Phiên họp thứ 29 ở Barcelona vào tháng 4 năm 1931, chỉ còn hai ứng viên cuối cùng là Barcelona và Berlin. Các thành phố khác như Alexandria, Budapest, Buenos Aires, Cologne, Dublin, Frankfurt, Helsinki, Lausanne, Montevideo, Nuremberg, Rio de Janeiro, và Rome đều rút lui. Một số trong các thành phố rút lui sau này đã thành công trong việc đăng cai các kỳ Thế vận hội khác: Helsinki (1952), Rome (1960), Barcelona (1992), Rio de Janeiro (2016). Trước thời điểm bỏ phiếu, Rome là thành phố cuối cùng rút lui, để lại cuộc đua chính giữa Berlin và Barcelona.
Sau khi Đảng Quốc xã lên nắm quyền ở Đức vào năm 1933 và bắt đầu thực hiện các chính sách bài Do Thái, nhiều thành viên trong IOC đã âm thầm cân nhắc việc thay đổi địa điểm tổ chức vì lo ngại về sự phân biệt đối xử trong thể thao. Tuy nhiên, chính quyền của Hitler đã đưa ra cam kết rằng các vận động viên Do Thái sẽ được phép thi đấu trong đội tuyển Olympic của Đức – dù trên thực tế, nhiều người đã bị loại bỏ hoặc bị đối xử không công bằng. Một năm trước kỳ Thế vận hội, Hiệp hội Olympic Mỹ đề xuất chuyển địa điểm sang Rome (nơi từng được chọn đăng cai Thế vận hội 1908 nhưng sau đó nhường cho Luân Đôn do vụ phun trào núi lửa Vesuvius). Tuy nhiên, đề xuất này không được đưa ra thảo luận chính thức. 

## Môn thể thao
129 nội dung thi đấu thuộc 25 phân môn, bao gồm 19 môn thể thao, đã nằm trong chương trình Thế vận hội năm 1936. Số lượng nội dung thi đấu của mỗi phân môn được ghi trong ngoặc đơn.
- Thể thao dưới nước
  -  Nhảy cầu (4)

- -  Bơi lội (11)

- -  Bóng nước (1)

- Điền kinh (29)

- Bóng rổ (1)

- Quyền Anh (8)

- Canoeing (9)

- Xe đạp

- - Đường trường (2)
  - Đua lòng chảo (4)
- Đua ngựa

- - Dressage (2)
  - Eventing (2)
  - Nhảy vượt rào (2)
- Đấu kiếm (7)

- Khúc côn cầu trên cỏ (1)

- Bóng đá (1)

- Thể dục dụng cụ (9)

- Bóng ném (1)

- Năm môn phối hợp hiện đại (1)

- Mã cầu (1)

- Chèo thuyền (7)

- Thuyền buồm (4)

- Bắn súng (3)

- Cử tạ (5)

- Vật

- - Tự do (7)
  - Greco-Roman (7)

## Các quốc gia tham dự

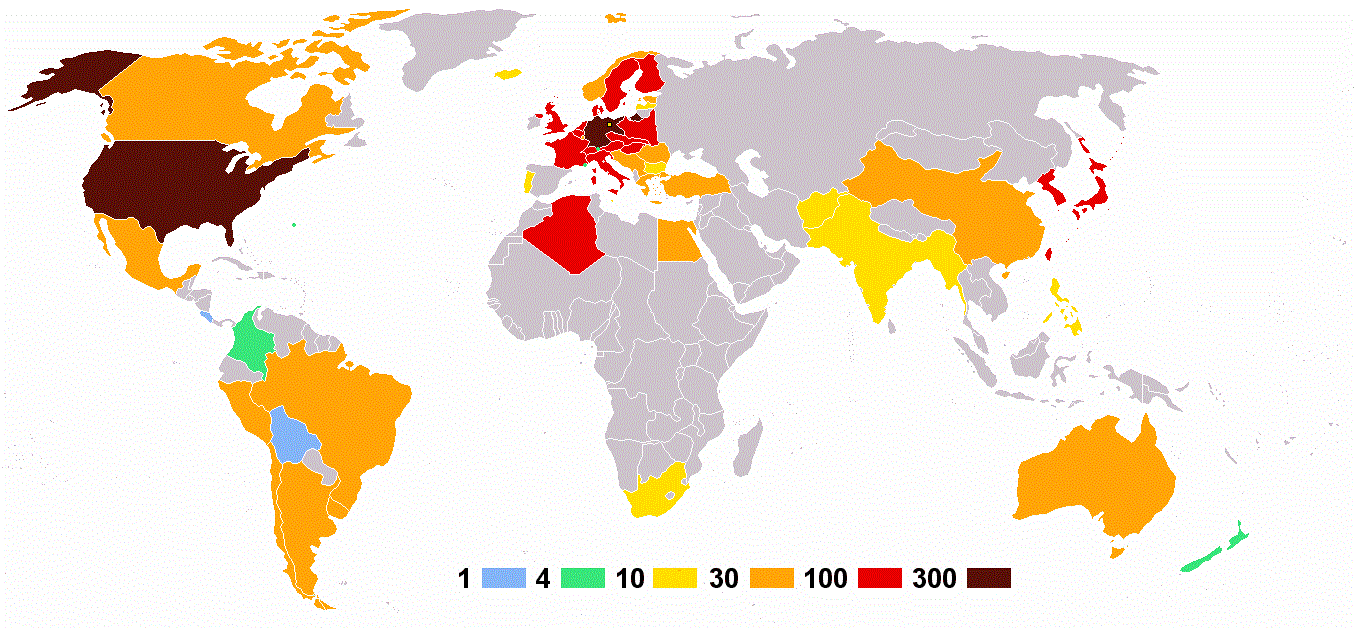
Số lượng vận động viên

Tổng cộng có 49 quốc gia tham dự Thế vận hội Berlin, tăng so với 37 quốc gia vào năm 1932. Năm quốc gia lần đầu tiên tham dự Olympic chính thức tại kỳ Thế vận hội này gồm: Afghanistan, Bermuda, Bolivia, Costa Rica và Liechtenstein. Các quốc gia quay trở lại Thế vận hội sau một thời gian vắng mặt gồm: Bulgaria, Chile, Ai Cập, Iceland, Luxembourg, Malta, Monaco, Peru, Romania và Thổ Nhĩ Kỳ. Các quốc gia từng tham gia kỳ Thế vận hội trước đó ở Los Angeles năm 1932 nhưng vắng mặt tại Berlin năm 1936 là Ireland và Tây Ban Nha.

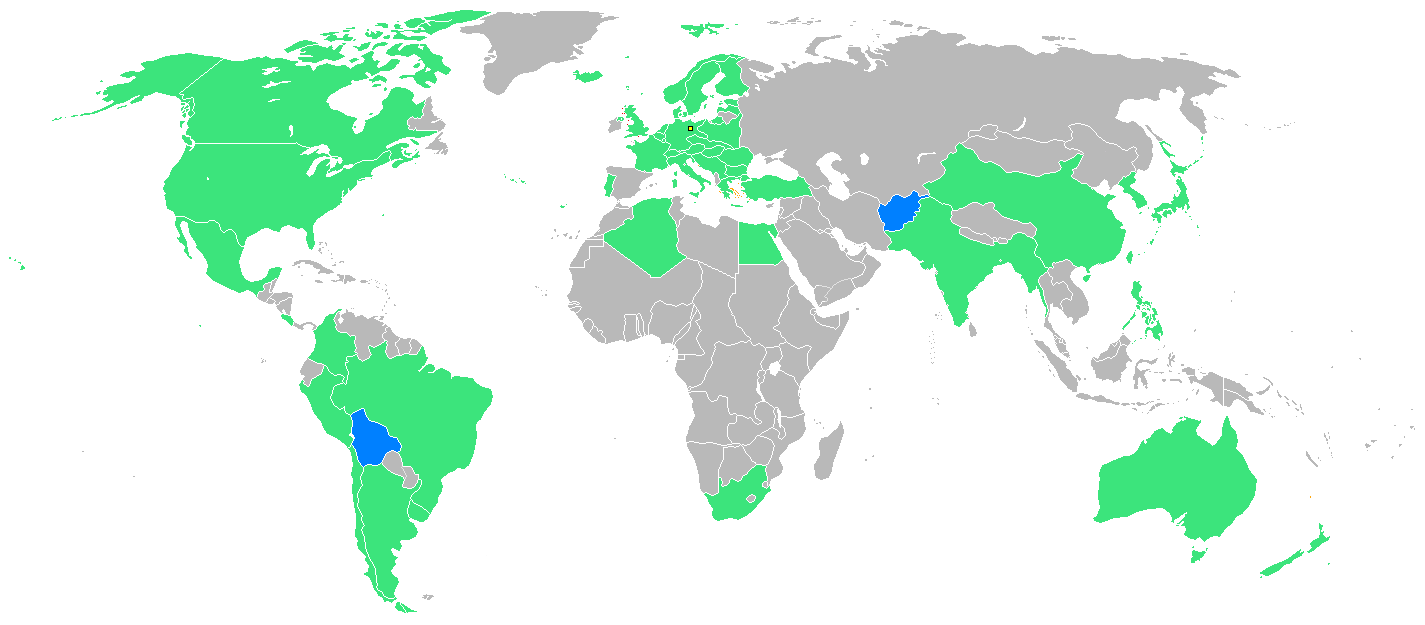
Các quốc gia tham dự lần đầu được tô màu xanh lam.

Vào thời điểm đó, Úc và New Zealand vẫn là các lãnh thổ tự trị thuộc Đế quốc Anh và chưa phê chuẩn Đạo luật Westminster năm 1931. Ấn Độ và Bermuda cũng thuộc Đế quốc Anh nhưng không phải là lãnh thổ tự trị. Còn Philippines là một vùng lãnh thổ chưa sáp nhập và là một bang tự trị của Hoa Kỳ.
| Các Ủy ban Olympic Quốc gia tham dự |
| --- |
| - Afghanistan (14) - Argentina (51) - Úc (32) - Áo (176) - Bỉ (120) - Bermuda (5) - Bolivia (1) - Brasil (73) - Bulgaria (24) - Canada (96) - Chile (40) - Trung Hoa Dân Quốc (54) - Colombia (5) - Costa Rica (1) - Tiệp Khắc (162) - Đan Mạch (116) - Ai Cập (54) - Estonia (33) - Phần Lan (107) - Pháp (201) - Đức (433) (chủ nhà) - Anh Quốc (207) - Hy Lạp (40) - Hungary (209) - Iceland (12) - Ấn Độ (27) - Ý (182) - Nhật Bản (153) - Latvia (24) - Liechtenstein (6) - Luxembourg (44) - Malta (11) - México (34) - Monaco (6) - Hà Lan (128) - New Zealand (7) - Na Uy (72) - Perú (40) - Philippines (28) - Ba Lan (112) - Bồ Đào Nha (19) - România (53) - Nam Phi (25) - Thụy Điển (150) - Thụy Sĩ (174) - Thổ Nhĩ Kỳ (48) - Hoa Kỳ (359) - Uruguay (37) - Nam Tư (93) |

- Haiti, cũng tham gia Lễ Khai mạc, nhưng vận động viên duy nhất của quốc gia này (một lực sĩ cử tạ) đã không thi đấu..[8][9]

## Bảng huy chương
12 quốc gia dẫn đầu bảng tổng huy chương
| Hạng                | NOC                 | Vàng | Bạc | Đồng | Tổng số |
| ------------------- | ------------------- | ---- | --- | ---- | ------- |
| 1                   | Đức                 | 38   | 31  | 32   | 101     |
| 2                   | Hoa Kỳ              | 24   | 21  | 12   | 57      |
| 3                   | Hungary             | 10   | 1   | 5    | 16      |
| 4                   | Ý                   | 9    | 13  | 5    | 27      |
| 5                   | Phần Lan            | 8    | 6   | 6    | 20      |
| 6                   | Pháp                | 7    | 6   | 6    | 19      |
| 7                   | Thụy Điển           | 6    | 5   | 10   | 21      |
| 8                   | Nhật Bản            | 6    | 4   | 10   | 20      |
| 9                   | Hà Lan              | 6    | 4   | 7    | 17      |
| 10                  | Áo                  | 5    | 7   | 5    | 17      |
| 11                  | Thụy Sĩ             | 4    | 9   | 5    | 18      |
| 12                  | Anh Quốc            | 4    | 7   | 3    | 14      |
| Tổng số (12 đơn vị) | Tổng số (12 đơn vị) | 127  | 114 | 106  | 347     |

## Liên kết
- "Berlin 1936". Olympic.org. Ủy ban Olympic Quốc tế.
- United States Holocaust Memorial Museum - Online Exhibition: Nazi Olympics: Berlin 1936 Lưu trữ ngày 24 tháng 4 năm 2008 tại Wayback Machine
- Virtual Library: the NAZI Olympics
- Die XI. Olympischen Sommerspiele in Berlin 1936 Lưu trữ ngày 22 tháng 7 năm 2009 tại Wayback Machine at Lebendiges Museum Online. In German

1. 1 2 3 4  Cộng hòa Weimar vào thời điểm nộp đơn đăng cai; tên chính thức trong giai đoạn 1871–1945: Đế quốc Đức